# Constantin-François Chassebœuf
Constantin François de Chassebœuf, comte de Volney, francoski zgodovinar, filozof in politik, * 3. februar 1757, † 25. april 1820.